# Здание Государственного банка (Харьков)
Здание Государственного банка в Харькове — памятник архитектуры и историческое здание в центре города Харькова в стиле флорентийского ренессанса.
Здание построено в 1897—1900 годах (архитектор Р. Голенищев) для отделения Государственного банка Российской Империи.
Надстроено на два этажа в 1932 году (архитектор А. Н. Бекетов).

## История здания

### Сооружение
Здание было построено в 1897—1900 годах архитектором Р. П. Голенищевым и в момент постройки имело два этажа:70.

### Надстройка
C 1923 года в здании размещался Государственный банк СССР.:63
В 1932 году двухэтажное здание по проекту академика архитектуры Алексея Бекетова и архитектора Владимир Пети было надстроено два этажа с сохранением общего стиля сооружения:70.

### Современное состояние
С 1991 года в здании располагается Харьковское Управление Национального банка Украины.

## Композиция

Здание Госбанка в 1920 или начале 1930-х гг.

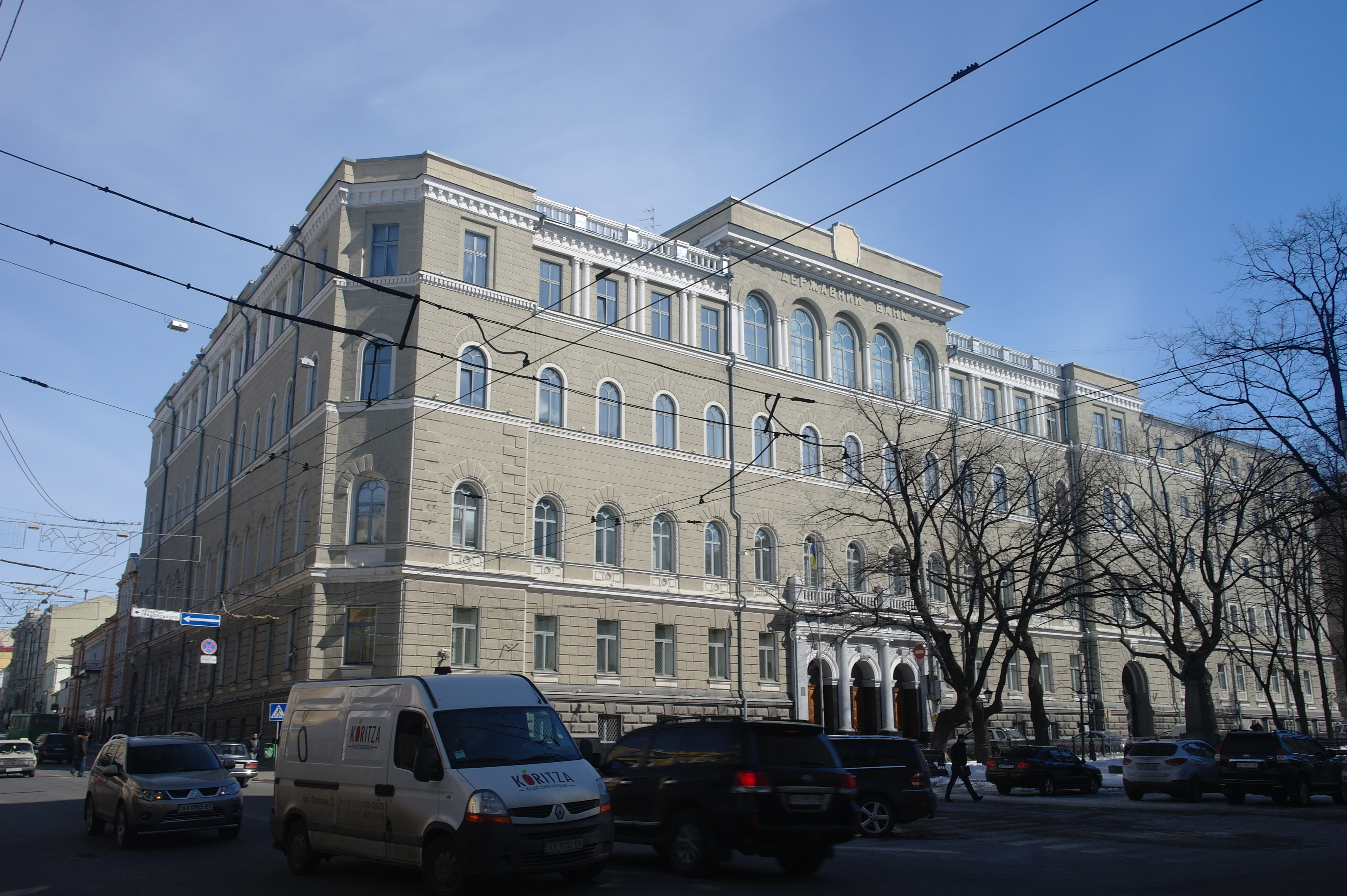
Здание Управление Национального банка Украины в 2013 году

Фасад здания, выходящий на улицу Сумскую, имеет асимметричную композицию и состоит из четырех объемов, разделённых вертикальными делениями. По горизонтали он разделён на 7 частей: цоколь, цокольный этаж с окнами, 4 этажа и аттик с парапетом.
Цоколь здания гладкий и выделен выступом с тягой, в настоящее время облицован черным гранитом. Плоскость стены цокольного этажа декорирована крупным рустом, имеет фактурные и тональные выделения. Левое крыло здания незначительно выступает и содержит арку въездных ворот полуциркульной формы. Эти ворота вдаются вглубь фасада и декорированы ажурной кованной решеткой. Арка массивна и акцентирует композицию фасада, она декорирована клиновидными камнями с замковым камнем, украшенным барельефом головы льва. Горизонтальная форма левого промежуточного объема содержит дверной проем, смещённый относительно центральной осевой линии. Эта дверь полуциркульной формы и декорирована наличником. Наружная линия арки стрельчатой формы:70.
Стена 1-го этажа декорирована крупным рустом, шов внутренний, у рустов снята фаска. Мощная тяга, проходящая по всему фасаду здания, разделяет цокольный и первый этажи. Сверху центральную часть фасада завершает аттик с картушем в форме щита и парапетом:70.
Особенностью композиционного построения является рустовка с поэтажной обработкой плоскости стен. К верху здания разделительные линии становятся легче. В цокольном этаже и верхних этажах здания реализовано сильное контрастное сопоставление рустовке. Объемы фасада ритмически нарастают ко второму этажу, после чего ритмически убывают к вершине здания. В здании применён приём ритмических рядов в геометрической прогрессии по высоте этажей. Архитектурная форма усиливается фактурой фасада:70.
В построении пропорций здания был применен принцип золотого сечения. Несмотря на перестройку здания и добавление двух этажей, оно выглядит пропорционально. В цветовом решении фасада использованы белый, черный цвета и промежуточные серые — двух оттенков. Белым цветом подчеркнуты оштукатуренные горизонтальные членения, наличники окон, пилястры:70.